# Shamans
Shamans är ett album av den azeriska jazzartisten Aziza Mustafa Zadeh som släpptes 2002.

## Låtlista
1. "Holiday Blessings" - 4:30
2. "Ladies of Azerbaijan" - 5:00
3. "UV (Unutma Vjdani)" - 5:48
4. "Sweet Sadness" - 4:59
5. "M25" - 2:58
6. "Ayrilik" - 4:54
7. "Fire Worship" - 4:34
8. "Shamans" - 9:10
9. "Strange Mood" - 5:26
10. "Uzun Ince Bir Yoldayim" - 4:13
11. "Endless Power" - 3:43
12. "Melancholic Princess" - 4:20
13. "Bach-Zadeh" - 2:56
14. "Portrait of Chopin" - 5:36